# José Félix Uriburu
José Félix Benito Uriburu y Uriburu (Salta, 20 luglio 1868 – Parigi, 29 aprile 1932) è stato un generale e politico argentino, Presidente de facto dell'Argentina dal 6 settembre 1930 al 20 febbraio 1932.
Salì al potere rovesciando il presidente eletto, il radicale Hipólito Yrigoyen, avviando così il periodo della storia argentina noto come il decennio infame. Quello da lui diretto fu il primo di sei colpi di stato (gli altri avvennero rispettivamente nel 1943, 1955, 1962, 1966 e 1976) che si susseguiranno nei successivi cinquant'anni.
Dopo aver concentrato nelle sue mani sia il potere legislativo sia quello esecutivo, Uriburu tentò di dar vita a un regime totalitario basato sul corporativismo e che si richiamava al fascismo.

## Biografia
Uriburu era discendente di una famiglia aristocratica della provincia di Salta che vantava tra i suoi antenati il patriota Juan Antonio Álvarez de Arenales. Il 17 marzo 1885 entrò nel Colegio Militar de la Nación e cinque anni dopo partecipò alla Rivoluzione del Parco. Successivamente fu aiutante del presidente argentino Luis Sáenz Peña e del successore di quest'ultimo, suo zio José Evaristo Uriburu.
Prese parte alla repressione della Rivoluzione del 1905 rimanendo fedele al presidente Manuel Quintana. Successivamente fu nominato direttore della Scuola Superiore di Guerra e inviato per un corso in Germania. Nel 1913 tornò in Europa come attaché a Berlino e a Londra. L'anno seguente rientrò in Argentina dove fu eletto deputato. Sebbene in gioventù si fosse avvicinato agli ambienti cospirativi che tramavano contro il vecchio ordine, con il passare degli anni Uriburu, diventato un grande ammiratore del militarismo prussiano tanto da essere soprannominato Von Pepe, si spostò su posizioni diametralmente opposte, avvicinandosi quindi agli ambienti più conservatori e nazionalisti. 
Nel 1921 venne promosso al grado di generale di divisione e l'anno seguente il presidente Marcelo T. de Alvear lo nominò ispettore generale dell'esercito. Nel 1926 venne costretto da Yrigoyen a congedarsi per raggiunti limiti di età.
Sul finire degli anni venti, l'economia argentina entrò in un'acuta fase di crisi in conseguenza del crollo del 1929. La presidenza di Yrigoyen iniziò a essere attaccata sia dall'opposizione sia da gran parte della stampa, che accusava il vecchio leader radicale di incapacità oltreché di corruzione. Sebbene gran parte delle forze armate si mantenesse indifferente alle polemiche politiche che infiammavano l'opinione pubblica argentina, Uriburu iniziò a cospirare insieme a un altro ufficiale dell'esercito, il generale Agustín Pedro Justo. A sostenere e finanziare i due militari vi erano alcuni settori conservatori della società argentina e i radicali antipersonalisti, che vedevano nello stesso Uriburu un possibile capo politico.
Il 5 settembre 1930 Yrigoyen, ammalato, delegò il potere presidenziale al suo vice Enrique Martínez, il quale come prima misura emanò lo stato d'assedio. Alle prime ore del mattino del giorno seguente Uriburu, a capo delle truppe del Colegio Militar de la Nación, marciò in direzione del centro di Buenos Aires. Fiancheggiato da un reggimento di fanteria di stanza a Campo de Mayo, da esponenti dell'opposizione, da alcuni giornalisti e da migliaia di civili, il generale salteño portò a termine in poche ore il primo colpo di stato del XX secolo argentino.
Durante il suo discorso inaugurale Uriburu proclamò l'indizione di nuove elezioni e promise che né lui né nessun membro del suo governo si sarebbero candidati in futuro. Forte dell'appoggio della Corte Suprema, instaurò un regime repressivo imponendo la legge marziale, chiudendo i giornali ostili al suo regime e ricorrendo alla tortura contro gli oppositori politici, fossero essi anarchici, comunisti, radicali o socialisti. Numerosi leader politici, tra cui Yrigoyen, finirono agli arresti. Sospese inoltre la costituzione del 1853 e tentò di eliminare il sistema partitico. Il progetto del generale, che disprezzava la democrazia e il pluralismo, era infatti quello di creare un regime corporativista, simile al fascismo. Le importanti conquiste democratiche fatte nei decenni precedenti vennero spazzate via in poche settimane, mentre alcune delle riforme approvate, come quella universitaria del 1918, furono ben presto abrogate.
Nel 1931 il governo indisse nuove elezioni nella provincia di Buenos Aires. La vittoria inaspettata del candidato radicale Honorio Pueyrredón convinse però il regime a invalidare la votazione, ad annullare quelle imminenti di Santa Fe e Córdoba e a chiedere le dimissioni di tutto i suoi ministri. L'annullamento dell'elezione bonaerense darà il via a un sistema di brogli che diventerà la base di tutti governi che si succederanno durante il decennio infame. Come conseguenza, un reggimento di fanteria di stanza nella provincia di Corrientes si ammutinò contro Uriburu venendo tuttavia sopraffatto dalle forze fedeli alla dittatura.
Dopo aver espulso o incarcerato numerosi leader dell'opposizione, tra cui l'ex presidente Marcelo T. de Alvear, Uriburu venne pressato dai settori del conservatorismo affinché mantenesse fede alla parola data e annunciasse la data delle elezioni. Costretto a cedere, il generale fissò per l'8 novembre 1931 la giornata delle votazioni che vedranno la vittoria fraudolenta del generale Justo.
Poco prima di cedere il potere al suo successore, Uriburu amnistiò l'ex-presidente Yrigoyen. Lasciata l'Argentina, si recò a Parigi per curarsi. Morì nella capitale francese a causa di un cancro allo stomaco. I suoi resti, una volta rimpatriati, furono sepolti nel cimitero della Recoleta di Buenos Aires.